# Psychoda lamina
Psychoda lamina är en tvåvingeart som beskrevs av Quate 1967. Psychoda lamina ingår i släktet Psychoda och familjen fjärilsmyggor. Inga underarter finns listade i Catalogue of Life.